# Etmopterus caudistigmus
Etmopterus caudistigmus (лат.) — вид рода чёрных колючих акул семейства лат. Etmopteridae отряда катранообразных. Обитает в западной части Тихого океана на глубинах до 793 м. Является эндемиком Новой Каледонии. Максимальный зарегистрированный размер 33,9 см. Тело стройное, слегка сжатое, окрас тёмный. У основания обоих спинных плавников имеются шипы. Анальный плавник отсутствует.

## Таксономия
Впервые вид был описан в 2002 году. Голотип — самка длиной 33,9 см, пойманная у острова Лифу (Новая Каледония) (20° 38' ю. ш. и 166° 52' в. д.) в 1994 году. Паратипы: самец длиной 29,1 см, пойманный также у острова Лифу (20° 37' ю. ш. и 166° 52' в. д.) на глубине 638—793 м, и самец длиной 31,4 см, попавшийся на крючок яруса у рифа Ботан-Бопре (Новая Каледония) (20° 18' ю. ш. и 166° 15' в. д.). Видовое название происходит от слов др.-греч. στίγμα — «нанесённая отметина» и лат. cauda — «хвост».

## Ареал
Etmopterus caudistigmus обитают в юго-западной части Тихого океана в водах Новой Каледонии. Эти акулы встречаются на узкой полосе глубин на островном склоне (между 638 и 793 м).

## Описание
Максимальный зарегистрированный размер составляет 33,9 см. Тело стройное, слегка сжатое, окрас тёмный. Хвостовой стебель удлинён и составляет 1/5 от длины тела. Рот довольно широкий, в 1,4 раза превышает длину глаза. На верхнем веке имеется бледное пятно. Тело покрыто жёсткими, короткими плакоидными чешуйками, расположенными ровными рядами.

## Биология
Etmopterus caudistigmus, вероятно, размножаются яйцеживорождением.

## Взаимодействие с человеком
В настоящее время была зарегистрирована поимка всего 3 особей этого вида. Глубоководный рыбный промысел в водах Новой Каледонии ведётся редко. Данных для оценки Международным союзом охраны природы статуса сохранности вида недостаточно.